# اصطدام (رواية)
اصطدام (بالإنجليزية: Crash) هي رواية للكاتب الإنجليزي جيه جي بالارد، نشرت عام 1973م، عن دار نشر جوناثان كيب. تنتمي هذه الرواية إلى الخيال الإبداعي وروايات ما بعد الحداثة.

## ملخص الحبكة
سُردت القصة من خلال عيون الراوي جيمس بالارد، الذي سمي على اسم المؤلف نفسه، لكنها تركز على الشخصية الشريرة للدكتور روبرت فوغان، «عالم التلفزيون السابق، الذي تحول إلى ملاك كابوس للطرق السريعة». يلتقي بالارد فوغان بعد التورط في حادث سيارة بالقرب من مطار لندن. يتجمع حول فوغان مجموعة من الأشخاص جميعهم ضحايا حوادث سابقون، يتبعونه في سعيه لإعادة تمثيل حوادث تحطم المشاهير وتجربة ما يسميه الراوي «جنسانية جديدة، ولدت من تكنولوجيا فاسدة» الخيال النهائي لفوغان هو الموت في تصادم مباشر مع النجمة السنمائية إليزابيث تايلور.

## نقد الرواية
تلقت الرواية وجهات نظر مختلفة عند نشرها لأول مرة. أعاد أحد قرّاء الناشرين الحكم «هذا المؤلف يتجاوز المساعدة النفسية. لا تنشر!» كانت مراجعة عام 1973م في صحيفة نيويورك تايمز مذعورة أيضًا: «التحطم هو أكثر الكتب إثارة للإشمئزاز أقرأه حتى الآن.»
ومع ذلك، فإن الرأي بأثر رجعي يعتبر الآن أحد أفضل أعمال بالاردوأكثرها تحديًا. كتبت زادي سميث عن إعادة تقييم «الإصطدام» هو كتاب وجودي حول كيفية استخدام الجميع لكل شيء. «كيف يستخدم الجميع كل شيء؟ ومع ذلك فهي ليست رؤية ميئوس منها.» حول إرث بالارد، كتبت: «العمل هناك دائمًا هذا المزيج من الرهبة المستقبلية والإثارة، مكان جميل حيث تتلاقى والمدينة الفاضلة لأننا لا نستطيع أن نقول إننا لم نحصل على ما نحلم به بالضبط وما كنا نريده دائمًا بشدة.»

### توضيح
كان من الصعب وصف «الإصطدام» بأنها رواية. ادعى بالارد أن «الإصطدام» كانت «قصة تحذيرية» في بعض النقاط من حياته المهنية وهي وجهة نظر يندم عليها لاحقًا، مؤكدًا أنها في الواقع «ترنيمة مختل عقلياً. لكنها ترنيمة مختلٍ عقليٍّ لها مغزى». وبالمثل، وصفها بالارد سابقًا بأنها رواية خيال علمي، وهو المنصب الذي سيتخذه لاحقًا.